# 自由日本放送
自由日本放送（じゆうにほんほうそう）は、1950年代前半に武装闘争路線をとった日本共産党の〈所感派〉分派で、中国に亡命していた北京機関の指導の下で北京に設けた地下放送局。

## 概要
サンフランシスコ講和条約発効後の1952年5月1日に開局。所在地は北京市西単区。
地下放送局の構想は1951年頃からあり、伊藤律が「自由日本放送」と命名し準備が進められた。放送の実務はレッドパージで日本放送協会（NHK）を追放された藤井冠次が担当した。
ISは用いず、放送開始には管弦楽による「インターナショナル」のカラオケが用いられた。これはこの放送のためにモスクワで録音されたものである。また中波放送開始時には「平和を守れ」を中央合唱団の歌により放送されたことがあった。

## 番組表
初期は20.30-21.00の30分のみであったが、中波放送開始時に時間帯を増やした。
- 05.30-06.00　ニュース・歌・解説（前日の再放送）
- 20.30-21.30　ニュース・歌・解説
- 22.00-22.30　ニュース・文芸・音楽
- 22.30-22.50　学習の時間（党活動家向放送）
- 23.30-24.00　文芸・音楽など（再放送）

## 略歴
- 1952年5月1日：短波放送開始[1]。
- 1953年春：中波放送開始。
- 1955年12月31日：放送終了[1]。